# Oude Hofstraat
De Oude Hofstraat is een straat in de historische binnenstad van Paramaribo. De straat loopt van de Kromme Elleboogstraat naar de Watermolenstraat.

## Watervoorziening
De straat werd in 1933 door de Surinaamsche Waterleiding Maatschappij (SWM) aangesloten op het waterleidingnet. Daarvoor kon de watervoorziening tijdens de droge periodes onder druk staan, omdat de twee waterputten in de Hofstraat dan droog konden vallen.

## Bouwwerken
Het is een kleine straat met enkele huizen en aan beide zijden parkeerplaatsen. Een van de panden is een monument.

### Monument
Het volgende pand in de Oude Hofstraat staat op de monumentenlijst:
| Omschrijving | Bouwjaar | Adres            | Coördinaten                  | Objectnummer? | Afbeelding                    |
| ------------ | -------- | ---------------- | ---------------------------- | ------------- | ----------------------------- |
| woonhuis     |          | Oude Hofstraat 1 | 5° 49' 35" NB, 55° 9' 15" WL | BPO 041       | Meer afbeeldingen Upload foto |

## Gedenkteken
Er staat één gedenkteken in de Oude Hofstraat, namelijk een historische waterput. Deze werd gerestaureerd en op 15 juli 2013 door districtscommissaris Mohamed Kasto officieel in gebruik genomen onder begeleiding van gebed, zang en het besprenkelen met champagne. In deze maand werd het 150-jarig jubileum van de afschaffing van de slavernij gevierd. Het initiatief voor de restauratie werd genomen nadat Jerrel Vijber – lid van de stichting Fiti fu Winti – een spirituele boodschap in een droom had gehad. Deze plek is van historisch belang als ontmoetingspunt waar tijdens en na de slavernij nieuwswaardigheden met elkaar werden uitgewisseld. Deze bron staat sinds jaar en dag bekend als de put die altijd water heeft. Twee weken voor de officiële ingebruikname kon de gezegende waterbron al bezocht worden als opfrissingsonderdeel van de optocht tijdens Ketikoti.
Het betreft het onderstaande, enige gedenkteken in de straat:
| Onderwerp            | Type                     | Kunstenaar                   | Onthulling |
| -------------------- | ------------------------ | ---------------------------- | ---------- |
| historische waterput | historisch met plaquette | Howard Vasilda (restauratie) | 2013       |

## Stadsbrand van 1821

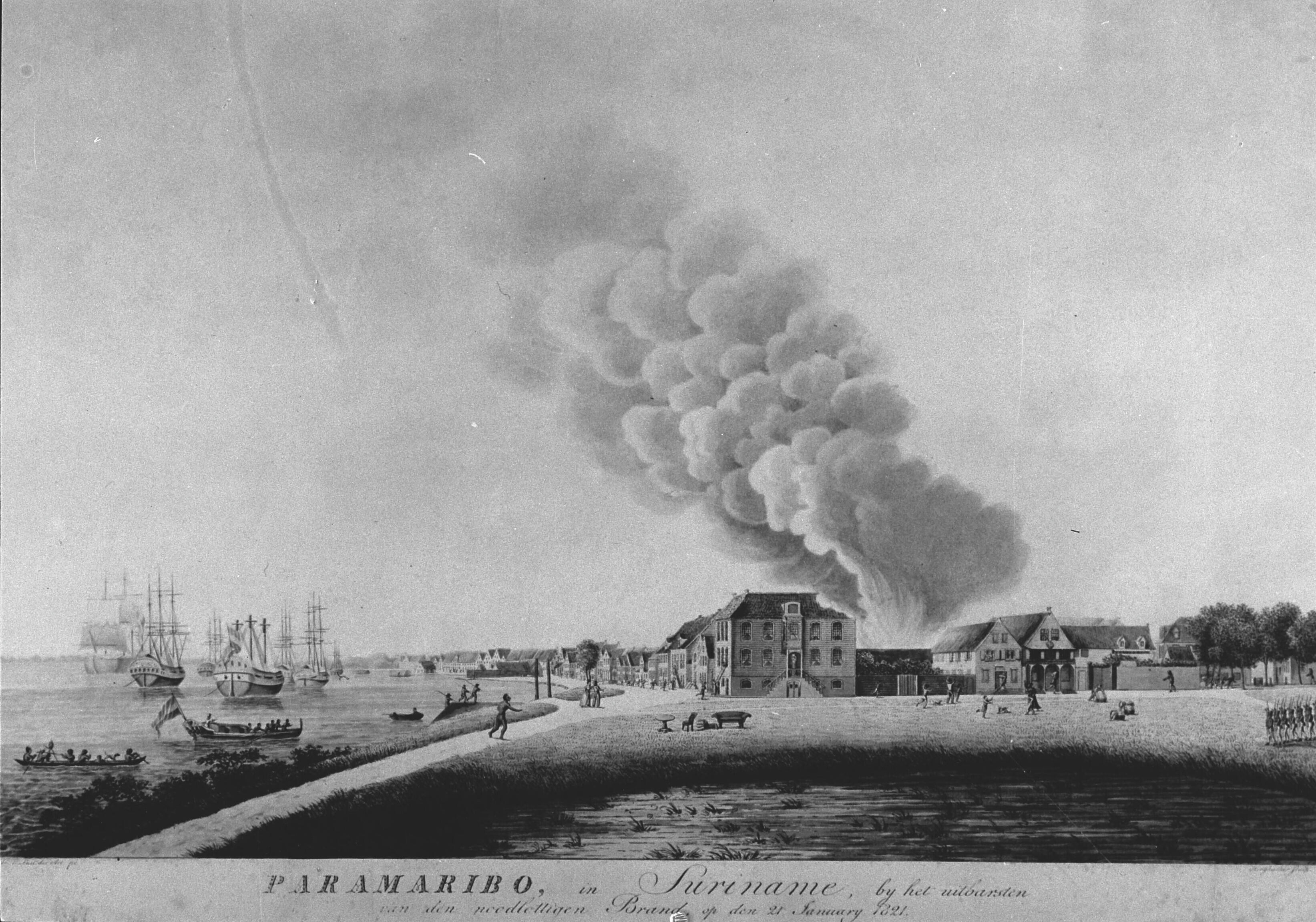
Prent van de stadsbrand van 1821

Op zondagmiddag 21 januari 1821 brak rond half twee brand uit in een huis op de hoek van het Gouvernementsplein en de Waterkant. De brand bleef vervolgens overslaan op andere huizen tot de brand de volgende dag om twaalf uur onder controle was. In tien straten brandden alle huizen af, waaronder in de Hofstraat. Ook andere straten werden zwaar getroffen.